# Deutsche Werke

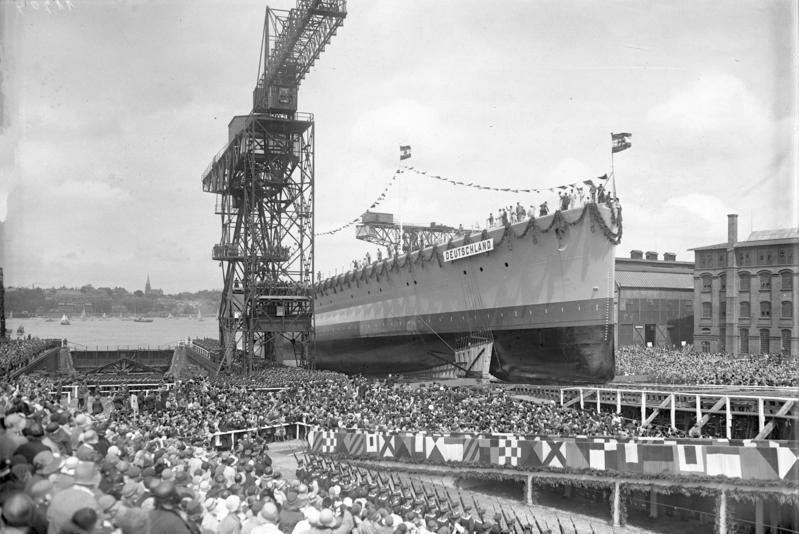
Спуск на воду важкого крейсера «Дойчланд», виготовленого працівниками компанії «Дойче Верке». Травень 1931

«Дойче Верке» (англ. Deutsche Werke) — німецька суднобудівна компанія, заснована в 1925 році шляхом об'єднання компанії Kaiserliche Werft Kiel та інших верфей. Це стало результатом Версальського договору після Першої світової війни, який змусив німецьку оборонну промисловість скорочуватися. Компанія перебувала у власності уряду Веймарської республіки, а штаб-квартира в Берліні.
«Дойче Верке» спочатку будувала торгові кораблі, але після приходу до влади нацистів в 1933 році, виробництво було зосереджено на бойових кораблях Крігсмаріне. Крім суднобудування «Дойче Верке» також здійснювало виробництво вогнепальної зброї. Під час Другої світової війни компанія розширилася до Готенгафена, заснувавши дочірню компанію Deutsche Werke Gotenhafen.
Споруди та інфраструктура Deutsche Werke були знищені під час Другої світової війни внаслідок бомбардувальних рейдів союзної авіації в ході стратегічного бомбардування Німеччини.
Кораблі, побудовані «Дойче Верке»:
- важкий крейсер «Дойчланд» (згодом перейменований на «Лютцов»)
- важкий крейсер «Блюхер»
- лінійний корабель «Гнезенау»
- авіаносець «Граф Цеппелін» (недобудований)
- есмінці типу 1934: Z1, Z2, Z3 та Z4
- підводні човни типів: IIA, B, C, D, VIIC та XIV